# Cristin Milioti
Cristin Milioti, född 16 augusti 1985 i Cherry Hill i New Jersey, är en amerikansk skådespelare. Hon spelar mamman i sista säsongen av How I Met Your Mother. Hon har även en roll i The Wolf of Wall Street (2013).

## Filmografi i urval
- 2007 – Greetings from the Shore
- 2009 – Year of the Carnivore
- 2009 - The Good wife (TV-serie, gästskådespelare)
- 2011 – Ashley
- 2012 – Sleepwalk with Me
- 2012 – I Am Ben
- 2012 – The Brass Teapot
- 2013 Bert and Arnie's Guide to Friendship
- 2013–2014 – How I Met Your Mother (TV-serie)
- 2013 – The Wolf of Wall Street
- 2014 – The Occupants
- 2015 – Fargo (TV-serie)
- 2016 – Breakable You
- 2020 - Palm Springs
- 2024 - The Penguin (TV-serie)
- 2025 – I dina drömmar